# Хайлигенберг (Верхняя Австрия)
Хайлигенберг (нем. Heiligenberg (Oberösterreich)) — коммуна (нем. Gemeinde) в Австрии, в федеральной земле Верхняя Австрия. 
Входит в состав округа Грискирхен.  Население составляет 698 человек (на 31 декабря 2005 года). Занимает площадь 14 км². Официальный код  —  40810.

## Политическая ситуация
Бургомистр коммуны — Карл Ройтер (АНП) по результатам выборов 2003 года.
Совет представителей коммуны (нем. Gemeinderat) состоит из 13 мест.
- АНП занимает 11 мест.
- СДПА занимает 2 места.